# Harpstedter Scheunenviertel

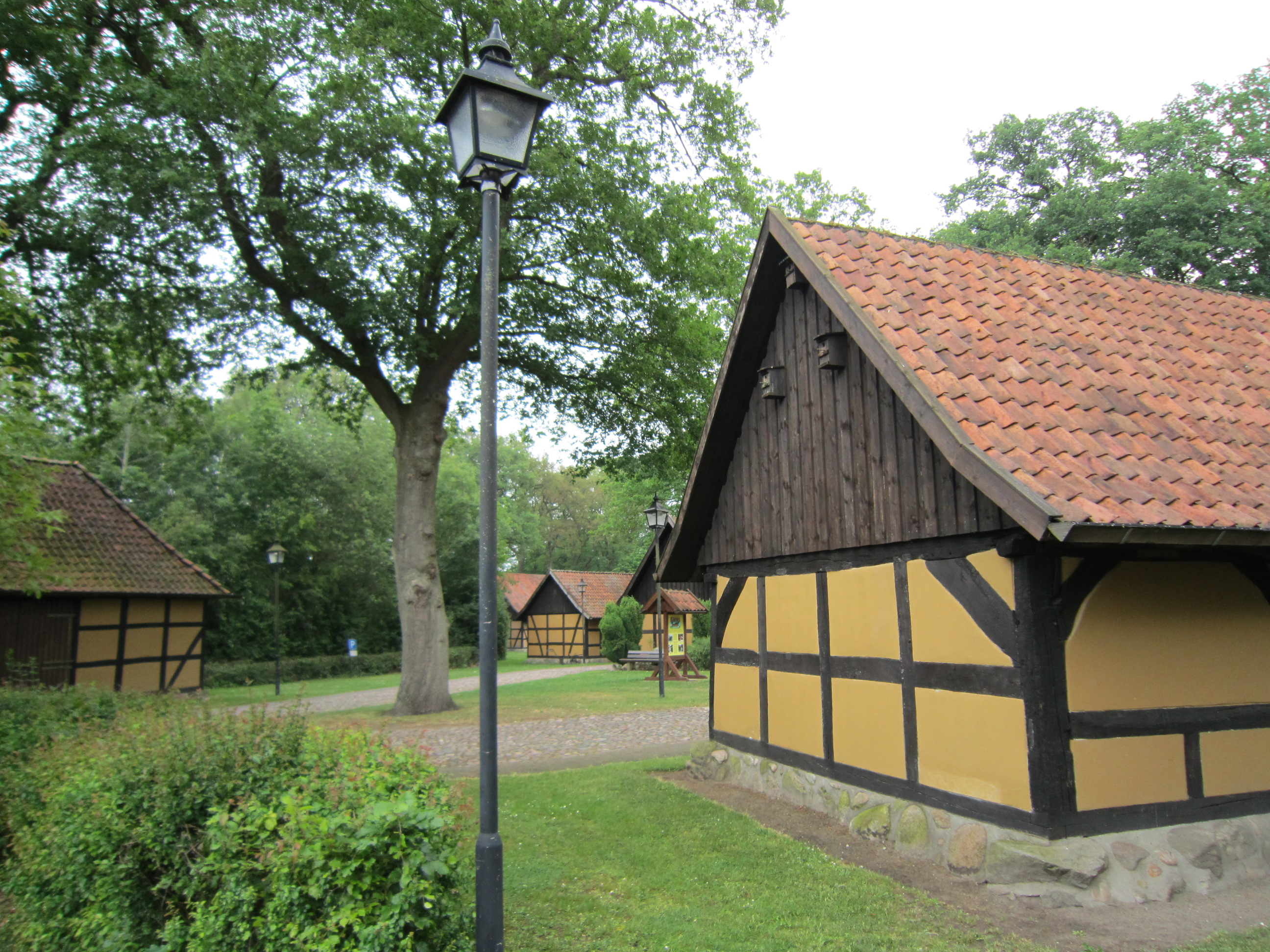
Scheunenviertel

Das Harpstedter Scheunenviertel in Harpstedt, am Schützenplatz (Koems), Wildeshauser Straße 22, stammt von um 1850.
Die Scheunen stehen als Gruppe unter Denkmalschutz (Siehe auch Liste der Baudenkmale in Harpstedt).

## Geschichte

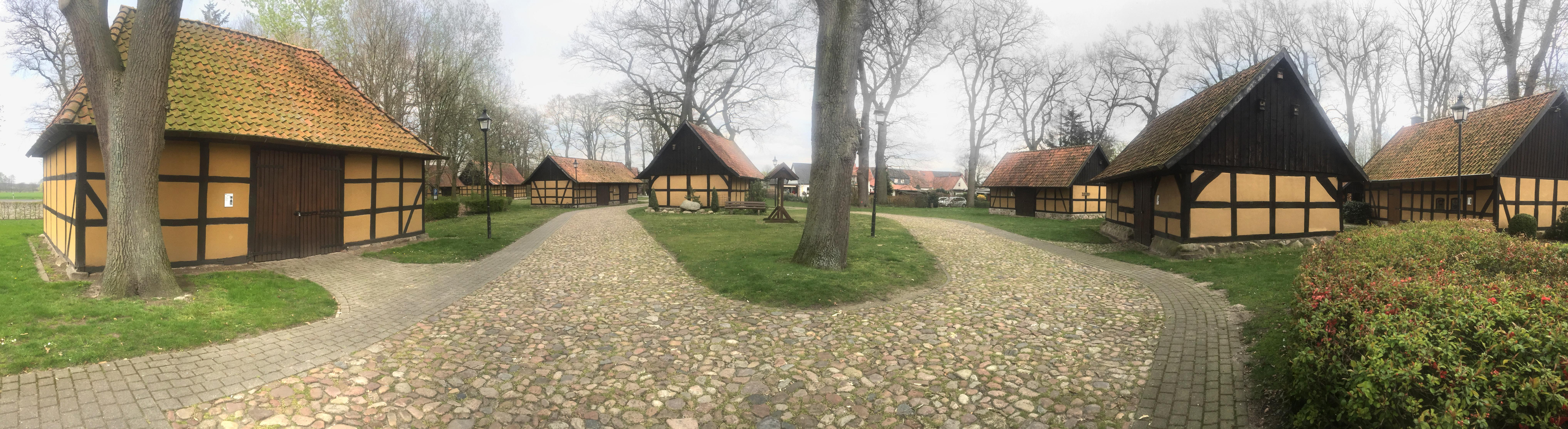
Übersichtsaufnahme

Harpstedt wurde 1203 erstmals urkundlich erwähnt als Harpenstede. Der große Brand von 1739 hatte fast alle Gebäude in Harpstedt vernichtet. Deshalb wurden um 1850 auf Gemeindegrund die Scheunen abseits vom Ortskern errichtet. Nach dem Rückgang der Schafhaltung verfielen die Scheunen.
Im Scheunenviertel standen ursprünglich 17 Scheunen. Von den neun erhaltenen Scheunen stehen sieben als Fachwerkhäuser mit Lehmausfachungen auf Feldsteinsockel und mit Sattel- oder Walmdach unter Denkmalschutz. Die Einzelbaudenkmale sind:
- Arbeitsscheune am Westrand mit Walmdach von um 1850, saniert 1993
- Handwerksscheune mit Satteldach, Querdurchfahrt und verbohltem Giebel von um 1850, saniert 1996
- Hauswirtschaftsscheune am Südwestrand mit Walmdach von 1850, saniert 1995
- Hartmannscheune im Nordosten mit Satteldach, Querdurchfahrt und verbohltem Giebel, von um 1850, saniert 1996
- Meyerscheune am Nordrand  mit Satteldach, Querdurchfahrt und verbohltem Giebel, von um 1850, saniert 2001
- Rankescheune 1 in der Mitte, mit Satteldach, Querdurchfahrt und verbohltem Giebel, von um 1850, saniert 1992/94
- Rankescheune 2 im Norden mit Satteldach, zwei Querdurchfahrten und nerbohltem Giebel, von um 1850, saniert 1995

Eine Fördergemeinschaft Koems betreut das Viertel.
In Deutschland sind eine Reihe von Scheunenviertel bekannt, die zumeist am Rand einer Ortschaft liegen, wegen der hohen Brandgefahr durch die mögliche Heuselbstentzündung der eingelagerten Mahd.